# Van Hool A500
De Van Hool A500 is een type stadsbus van de Belgische fabrikant Van Hool. Het was de opvolger van de Van Hool A280. De "500"-aanduiding staat voor de vloerhoogte die 500 mm bedraagt. De bustype was zowel als tweedeurs- als driedeursversie verkrijgbaar.
In totaal werden er meer dan 600 exemplaren gemaakt, waarvan 200 geëxporteerd zijn naar Frankrijk. Met deze bus zette van Hool zijn eerste stappen op de Franse busmarkt.
De bus werd tot 2008 geëxporteerd naar Algerije voor ETUSA.

## Speciale uitvoeringen

### A500SP
Speciaal voor MIVB werden er enkele bussen, die al in dienst waren bij het bedrijf, omgebouwd voor speciale diensten om meer zitplaatsen te verkrijgen. Dit was reeks 8301 - 8330. Deze kregen respectievelijk de typeaanduiding A500SP.

### A500PL
In 1993 bestelde TEC een aantal reeksen bussen voor hun diensten. Echter stribbelde TEC Luik-Verviers tegen. Zij wilden graag bussen die podestloos waren. Speciaal voor hen werden er enkele bussen ontwikkeld die podestloos waren. Dit was reeks 521 - 561. Deze kregen respectievelijk de typeaanduiding A500PL (PodestLoos).

## Inzet
De bustype werd veel in België ingezet. Zowel de nationale maatschappijen als de buspachters namen enkele exemplaren in hun vloot op. Ook kwam er één bus tijdelijk in dienst bij het Gemeentevervoerbedrijf Amsterdam. Dit was een tijdelijke proefbus voor de vervanging van de oude bussen uit de jaren 1960.
| Land      | Bedrijf                                        | Type   | Serie         | Aantal | Jaar        | Inzet                   | Opmerking                                                     |  |
| --------- | ---------------------------------------------- | ------ | ------------- | ------ | ----------- | ----------------------- | ------------------------------------------------------------- |  |
| België    | De Lijn                                        | A500   | 2958 - 2972   | 15     | 1993        | Verschillende regio's   | Afgevoerd                                                     |  |
| België    | De Lijn                                        | A500   | 3219 - 3236   | 18     | 1994        | Limburg                 | Afgevoerd                                                     |  |
| België    | Firma Van Coillie                              | A500   | 365124-365125 | 2      | 1990        | West-Vlaanderen         |                                                               |  |
| België    | MIVB                                           | A500SP | 8301 - 8330   | 30     | 1991        | Brussel                 | Speciale bussen voor speciale diensten, met meer zitplaatsen. |  |
| België    | MIVB                                           | A500   | 8331 - 8480   | 180    | 1991 - 1992 | Brussel                 |                                                               |  |
| België    | NMVB                                           | A500   | 2471 - 2480   | 10     | 1990        |                         | Later overgegaan naar TEC onder de nummers 4650 - 4659.       |  |
| België    | STIC                                           | A500   | 41 - 47       | 7      | 1990        | Charleroi               | Later overgegaan naar TEC onder de nummers 7041 - 7047.       |  |
| België    | TEC                                            | A500PL | 5521 - 5561   | 41     | 1993        | Luik-Verviers           |                                                               |  |
| België    | TEC                                            | A500   | 3600-3647     | 46     | 1993        | Charleroi en Henegouwen |                                                               |  |
| België    | TEC                                            | A500   | 7051-7066     | 16     | 1993        | Charleroi en Henegouwen |                                                               |  |
| België    | Waaslandia Autobussen                          | A500   | 269119        | 1      | 1989        | Oost-Vlaanderen         |                                                               |  |
| Frankrijk | CTPM                                           | A500   | 401-402       | 2      | ??          | Perpignan               |                                                               |  |
| Frankrijk | Keolis Dijon                                   | A500   | 526 - 528     | 3      | 1993 - 1994 | Dijon                   |                                                               |  |
| Frankrijk | Keolis Dijon                                   | A500   | 532 - 534     | 3      | 1993 - 1994 | Dijon                   |                                                               |  |
| Frankrijk | Keolis Bourgogne                               | A500   | 504           | 1      | 1990 - 1994 | Dijon                   |                                                               |  |
| Frankrijk | Keolis Bourgogne                               | A500   | 506           | 1      | 1990 - 1994 | Dijon                   |                                                               |  |
| Frankrijk | Keolis Bourgogne                               | A500   | 511-512       | 2      | 1990 - 1994 | Dijon                   |                                                               |  |
| Frankrijk | Keolis Bourgogne                               | A500   | 518-523       | 6      | 1990 - 1994 | Dijon                   |                                                               |  |
| Frankrijk | Keolis Bourgogne                               | A500   | 530-531       | 2      | 1990 - 1994 | Dijon                   |                                                               |  |
| Frankrijk | Keolis Bourgogne                               | A500B  | 535 - 537     | 3      | 1997        | Dijon                   |                                                               |  |
| Frankrijk | STAB                                           | A500   | 401 - 421, ?? | ??     | ??          | Bayonne                 |                                                               |  |
| Frankrijk | STRAN                                          | A500   | 336           | 1      | ??          | Saint Nazaire           |                                                               |  |
| Frankrijk | T2C                                            | A500   | 515 - 524     | 10     | ??          | Clermont-Ferrand        |                                                               |  |
| Frankrijk | T2C                                            | A500   | 533 - 535     | 3      | ??          | Clermont-Ferrand        |                                                               |  |
| Frankrijk | Transdev agglomération de Bayonne (Chronoplus) | A500   | 407-424       | 18     | ??          | Pyrénées-Atlantiques    | 410 is buiten dienst                                          |  |
| Frankrijk | Transdev Pays d'Or                             | A500   | 508           | 1      | 1990        | Dijon                   |                                                               |  |
| Frankrijk | Transdev Pays d'Or                             | A500   | 513           | 1      | 1990        | Dijon                   |                                                               |  |
| Frankrijk | Transdev Pays d'Or                             | A500   | 516-517       | 2      | 1990        | Dijon                   |                                                               |  |
| Frankrijk | Veolia Transport                               | A500   | 401-424       | 24     | ??          | Bayonne                 |                                                               |  |
| Litouwen  | Kautra                                         | A500   | 72            | 1      | 1991        | Prienai                 |                                                               |  |
| Nederland | Gemeentevervoerbedrijf Amsterdam               | A500   | 592           | 1      | ??          | Amsterdam               | ex-NMVB 2475                                                  |  |
| Algerije  | ETUSA                                          | A500   | ??            | ??     | 2003-2008   | Algiers                 | Voortzetting van de productie voor Algerije en ETUSA          |  |